# Циркін Ігор Маркович
Ігор Маркович Циркін (нар. 6 вересня 1974, Дніпропетровськ, Україна) — український політик, Народний депутат України, член Партії регіонів.

## Біографія
Народився  6 вересня 1974 року в місті Дніпропетровську (нині Дніпро, Україна). В юні роки вирішив піти по стопах батька — стати зубним техніком, і в 1991 році вступив до Дніпропетровського базового медичного училища № 1, поєднуючи навчання з роботою в лікарні як молодшого медперсоналу. В 1994 році закінчив Дніпропетровське базове медичне училище № 1; у 2005 році — Дніпропетровський університет економіки і права (спеціальність — маркетинг).
У 2006 році обирався депутатом Дніпропетровської міської ради від Партії регіонів. Був першим заступником голови Дніпропетровської міської ради та депутатом Дніпропетровської обласної ради.
У 2012 обраний Народним депутатом України по одномандатному виборчому округу № 25 в Дніпропетровській області набравши 40,94 % голосів виборців. Голова підкомітету з питань акцизного податку, спеціальних податкових режимів, в тому числі пов'язаних з режимами інвестиційної діяльності, законодавчого регулювання ринку спирту, алкоголю і тютюну Комітету Верховної Ради України з питань податкової та митної політики.
У 2017 році  відкрив виробництво стоматологічних імплантатом ABM Technology.
28 квітня 2023 року достроково припинив повноваження депутата Дніпропетровської обласної ради.